# Gilaker

Flagge der Gilaken

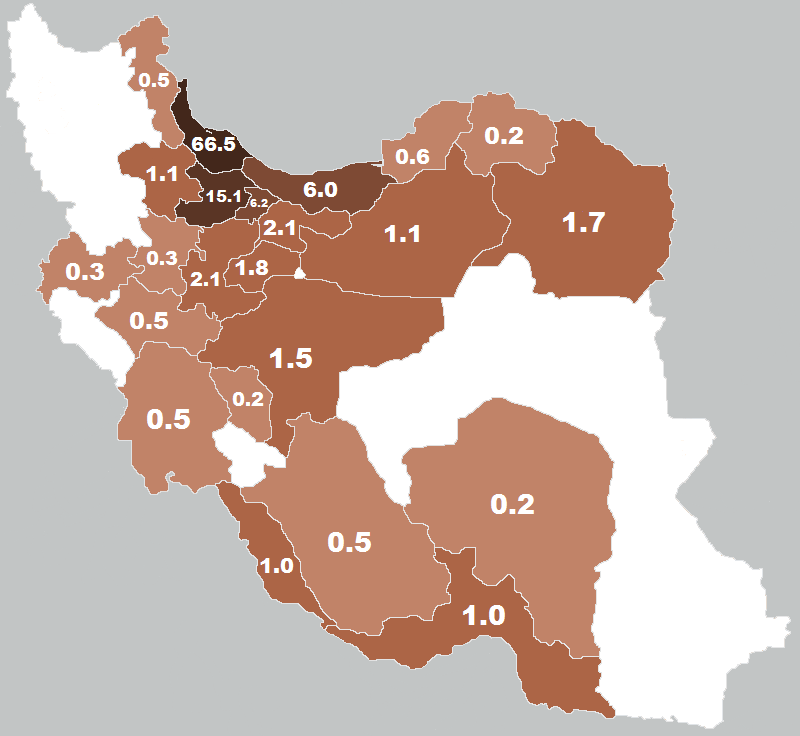
Gilaki-Anteil nach iranische Provinzen

Die Gilaker sind eine iranische Ethnie, deren Heimat größtenteils die iranische Provinz Gilan am Kaspischen Meer und im Elburs-Gebirge ist. Die Gilaker sprechen Gilaki, eine iranische Sprache, und machen etwa 5,4 % der iranischen Bevölkerung aus. Es bestehen sprachliche und kulturelle Verbindungen der Gilaker zu den Aserbaidschanern und anderen ostkaukasischen Völkern, die andere iranische Völker wie Perser, Kurden und Luren nicht haben.